# Trương Mỹ Lan
Trương Mỹ Lan   (Ciutat Ho Chi Minh, 13 d'octubre de 1956) és una empresària vietnamita, fundadora de Van Thinh Phat Group, un grup empresarial dedicat al sector immobiliari. L'octubre del 2022 va ser arrestada per utilitzar préstecs falsos per desfalcar més de 12.500 milions de dòlars del Banc Comercial de Saigon, que controlava a través de més de dues dotzenes d'intermediaris, fet que va provocar una situació de pànic bancari al Vietnam.
El març del 2024 es va iniciar el judici per malversació de fons, suborn i violació de la llei bancària. Es considera el major escàndol de corrupció en la història del Sud-est asiàtic. L'11 d'abril del 2024, Lan va ser condemnada a mort després del judici més mediàtic fins al moment de la campanya anticorrupció per a fer «neteja» que encapçala el secretari general del Partit Comunista, Nguyễn Phú Trọng i les autoritats competents.

## Biografia
Lan era originàriament propietària d'un negoci de productes cosmètics a la Ciutat Ho Chi Minh. L'ús de connexions polítiques la va fer ingressar al negoci immobiliari, i a la dècada del 1990 ja era propietària d'una cadena d'hotels i restaurants. El 1992, va fundar i va presidir la junta directiva de Van Thinh Phat Group, una empresa de béns arrels per a edificis residencials de luxe, oficines, hotels i centres comercials, a més de serveis financers.
Des del 2012 fins al 2022 Lan va controlar el Banc Comercial de Saigon (SCB), el banc més gran del Vietnam en actius que es va fundar el 2012 a partir de la fusió de tres bancs que s'enfrontaven a una fallida el 2011. No obstant això, el Banc Central del Vietnam va permetre la fusió d'aquests tres bancs, amb el control continu de Trương Mỹ Lan a través de més de dues dotzenes d'intermediaris, que va facilitar que el 93% dels préstecs fessin cap a la seva empresa i a empreses pantalla associades.
Lan va ser arrestada el 6 d'octubre del 2022. Segons el govern vietnamita, va ser acusada d'emetre il·legalment bons per valor de desenes de milions de dòlars estatunidencs el 2018 i el 2019, i d'utilitzar 916 sol·licituds de préstecs falses per apropiar-se de més de 304 bilions de dongs (12.500 milions de dòlars) del SCB, del qual posseïa més del 90% de les accions, del 9 de febrer de 2018 al 7 d'octubre de 2022. Després del suïcidi de tres empleats del SCB, els dies 6, 9 i 14 d'octubre es va produir el pànic bancari.
L'arrest i el judici van ser considerats part de la política anticorrupció de Nguyễn Phú Trọng. El 5 de març de 2024 va començar el judici al Tribunal Popular de la ciutat de Ho Chi Minh. A més del seu marit, la neboda i la neta, hi havia 82 acusats més; «45 són exdirigents del SCB, 15 exfuncionaris del Banc Estatal del Vietnam, tres funcionaris de la Inspecció del Govern i un exfuncionari de l'Oficina d'Auditoria de l'Estat».
L'11 d'abril del 2024 i després d'un mes de juduci, Lan va ser condemnada a mort per injecció letal, per malversació de fons. Tots els altres acusats també van ser declarats culpables i condemnats a penes de presó que van des dels tres anys de presó fins a la cadena perpètua. El seu marit i la neboda van ser condemnats a nou i disset anys respectivament.

## Vida personal
Lan estava casada amb Eric Chu Nap Kee, un empresari del sector immobiliari de Hong Kong. Al març de 2024, el seu marit també va ser citat a judici, així com la seva neboda Truong Hue Van, de 34 anys, directora executiva d'una empresa d'administració de propietats.
La família de Lan és una de les famílies més riques de Vietnam. La malversació de Lan de 12.500 milions de dòlars equival aproximadament al 3% del PIB total del Vietnam de l'any 2022. El març del 2024, la seva neboda, que havia viscut amb ella des de la infància, va admetre que havia creat 52 empreses fictícies i quatre empreses regulars per a obtenir 155 préstecs del SCB.